# Elijah Mudenda
Elijah Haatuakali Kaiba Mudenda (* 6. Juni 1927 in Macha Village / Choma; † 2. November 2008 in Lusaka) war ein sambischer Politiker und ehemaliger Premierminister.
Mudenda, der ein Studium an der Makerere University und der Fort Hare University in Südafrika mit einem „Master of Arts“ sowie ein weiteres Studium an der University of Cambridge mit einem „Bachelor of Science in Agriculture“ abschloss, war einer der ersten sambischen Politiker mit abgeschlossener Hochschulausbildung. Nach der Rückkehr in sein Heimatland arbeitete er als Forschungsbeamter in einem Pflanzenzuchtlabor. 1962 wurde er politisch aktiv.
Nach der Erklärung der Unabhängigkeit 1964 wurde Mudenda von Präsident Kenneth Kaunda zum Landwirtschaftsminister ernannt. 1967 folgte seine Ernennung zum Finanzminister und 1969 sowie 1970 bis 1973 zum Außenminister. Als solcher war er auch Mitglied mehrerer internationaler Komitees.
Am 27. Mai 1975 ernannte ihn Präsident Kaunda nach dem Rücktritt von Mainza Chona zum Premierminister. Als solcher erhielt er insbesondere umfassende Vollmacht in Wirtschaftsangelegenheiten, insbesondere zur Ankurbelung der Industrien außerhalb des Bergbaus. Am 20. Juli 1977 wurde er jedoch wieder durch Mainza Chona als Premierminister abgelöst. Danach übte Mudenda nur noch Parteiämter aus und zog sich Ende der 1990er Jahre endgültig aus der Politik zurück.